# Словенска митологија (књига)
Словенска митологија је илустрована књига српског писца Ненада Гајића у којој он низом чланака прави опширни осврт на митологију свих словенских народа, обичаје, ритуале, митске представе, као и на њихово порекло и језик. Постоји и сајт на коме се у сажетој форми могу прочитати основни појмови који чине садржину ове обимне књиге.
О настанку дела, које је за Танјуг „научна синтеза презентована на популаран начин”, аутор каже: „На идеју стварања књиге о словенској митологији дошао сам више случајно него намерно, прикупљајући грађу за једну сасвим другачију књигу, која је отишла у други план јер ме је истраживање словенске митологије сасвим заокупило”.
Књига је више пута у ограниченом обиму представљана кроз фељтоне у новинама и часописима, први пут у дневном листу Политика недуго по објављивању.
Поводом обележавања десет година књиге изашле на Видовдан, излази и издање штампано латиницом 19. новембра 2021. године, а постоји и верзија сајта латиницом.
До 2024. објављено је укупно 16 штампаних издања књиге. Упркос популарности, научници су ову књигу оштро критиковали.

### Прво поглавље
На почетку, аутор упознаје читаоце са пореклом древних словена, почевши са Протословенима и осталим географски подељеним групама као што су Источни Словени, Јужни Словени, Западни Словени и Лужички Срби. Наводи историјске изворе и наводе који спомињу Словене и њихово насељавање Европе, али и недоследности уочене у овим изворима. 
Даље опширно пише о теми словенског језика и писма и анализира њихов настанак и употребу током векова и прави паралелу након доласка мисионара Ћирила и Методија и увођења глагољице као првог словенског писма, уз цитирање старих извора који остављају могућност још ранијег постојања словенског писма.
Следеће обрађене теме су религија и обичаји, где се спомиње словенски пантеон, али и хришћанство и стара вера, као и обичаји који су се практиковали током векова.

### Друго поглавље
Следеће поглавље говори о божанствима где су побројана и илустрована сва божанства старих словена са детаљним описима и народним веровањима везаним за њих. У поглављу се спомињу и идоли и храмови и светилишта и њихов значај.

### Треће поглавље
Поглавље набраја сва митска места и сва необична народна веровања везана за њих, као и митске топониме и божанства за која су они везани. Спомињу се и рај и нав, места загробног живота и веровања која иду уз њих.

### Четврто поглавље
У четвртом поглављу аутор пише о магији и чаробњаштву и њиховим сличностима са религијом. Појашњава појам магије коју дели на белу и црну и пише о учењу и постанку чаробњака. Даље детаљно описује облике чаробњаштва који су били заступљени, као и ствари у природи и биљке за које се везују неки магијски ритуали или за које се верује да имају нека магијска својства.

### Пето поглавље
Пето, уједно и најобимније поглавље азбучним редом детаљно описује и илуструје сва митска бића и приказе које постоје и која су заступљена у старословенским народним веровањима.

## Критике
Историчар Радивој Радић, византолог, осврнуо се на ову књигу и изнео озбиљне примедбе на њу. Иако је аутор у предговору књиге нагласио да није у питању научна студија, она и даље обилује низом крупних грешака. Радић као пример наводи да је аутор навео да су Весна и Морана биле божанства, што се коси са општеприхваћеним мишљењем научника, и да је погрешно назвао богове Свентовита и Јаровита, као и богињу Мокош, о којој је изнео претпоставке које немају упоришта у историјским изворима. Гајић је навео и једну „одавно превазиђену и оповргнуту тезу” — да је прво словенско писмо буквица коју је саставио свети Јероним — а ослањао се и на фалсификате попут Велесове књиге и српских народних песама Милоша Милојевића. Радић је закључио да је реч о штетном делу које ће проузроковати да његови читаоци стекну погрешну и накарадну слику о словенској митологији.